# Gothmog (Derde Era)
Gothmog is de naam van de luitenant van Minas Morgul in de In de Ban van de Ring. Na de dood van de Tovenaar-koning nam hij het bevel van de legers van Morgul in de strijd tegen Minas Tirith over. Zijn ras en uiteindelijke lot zijn niet bekend. In de verfilming van The Lord of the Rings: The Return of the King wordt hij neergezet als Ork en hij wordt gedood door Aragorn en Gimli.